# Donax texasianus
Donax texasianus är en musselart som beskrevs av Philippi 1847. Donax texasianus ingår i släktet Donax och familjen Donacidae. Inga underarter finns listade i Catalogue of Life.